# Екабпилсский край
Е́кабпилсский край (латыш. Jēkabpils novads) — административно-территориальная единица на юго-востоке Латвии, в культурно-исторической области Селия. Край состоит из 22 волостей и городов Акнисте, Виесите и Екабпилс, который является центром края. Граничит с Айзкраукльским, Мадонским, Вараклянским, Прейльским, Ливанским, Аугшдаугавским краями и с Паневежским уездом Литвы.

## История
Край был образован 1 июля 2009 года из части упразднённого Екабпилсского района. Первоначально состоял из семи волостей. Площадь края составляла 906 км².
В ходе административно-территориальной реформы Латвии 2021 года к краю были присоединены город Акнисте и 3 волости из упразднённого Акнистского края, город Виесите и 4 волости из упразднённого Виеситского края, 6 волостей из упразднённого Крустпилсского края и 2 волости из упразднённого Салского края.
Площадь укрупнённого края составила 2996 км².

## Население
По состоянию на 2020 год по данным центрального статистического управления численность населения края составляла 4156 человек. По состоянию на 2020 год доля населения старше 65 лет в структуре населения края составляла 21,7 % населения (900 человек), а доля населения младше 14 лет составляла 12,1 % (503 человека).
Население на 1 января 2010 года составляло 5747 человек. 

## Национальный состав
Национальный состав населения края по итогам переписи населения Латвии 2011 года распределён таким образом:
| Национальность        | Численность, чел. (2011) | %        |
| --------------------- | ------------------------ | -------- |
| Латыши                | 4531                     | 89,07 %  |
| в том числе латгальцы | 990                      | 19,46 %  |
| Русские               | 363                      | 7,14 %   |
| Литовцы               | 51                       | 1,00 %   |
| Белорусы              | 48                       | 0,94 %   |
| Украинцы              | 42                       | 0,83 %   |
| Поляки                | 25                       | 0,49 %   |
| Другие                | 27                       | 0,53 %   |
| всего                 | 5087                     | 100,00 % |

## Территориальное деление
- Абельская волость (латыш. Ābeļu pagasts)
- город Акнисте (латыш. Aknīstes pilsēta)
- Акнистская волость (латыш. Aknīstes pagasts)
- Асарская волость (латыш. Asares pagasts)
- Аташиенская волость (латыш. Atašienes pagasts)
- Вариешская волость (латыш. Variešu pagasts)
- город Виесите (латыш. Viesītes pilsēta)
- Виеситская волость (латыш. Viesītes pagasts)
- Випская волость (латыш. Vīpes pagasts)
- Гарсенская волость (латыш. Gārsenes pagasts)
- Дигнайская волость (латыш. Dignājas pagasts)
- Дунавская волость (латыш. Dunavas pagasts)
- город Екабпилс (латыш. Jēkabpils valstpilsēta)
- Засская волость (латыш. Zasas pagasts)
- Калнская волость (латыш. Kalna pagasts)
- Крустпилсская волость (латыш. Krustpils pagasts)
- Кукская волость (латыш. Kūku pagasts)
- Лейманская волость (латыш. Leimaņu pagasts)
- Межарская волость (латыш. Mežāres pagasts)
- Ритская волость (латыш. Rites pagasts)
- Рубенская волость (латыш. Rubenes pagasts)
- Салская волость (латыш. Salas pagasts)
- Саукская волость (латыш. Saukas pagasts)
- Селпилсская волость (латыш. Sēlpils pagasts)
- Элкшнинская волость (латыш. Elkšņu pagasts)

## Галерея
- Герб Екабпилсского края (2010–2021)
- Флаг Екабпилсского края (2010–2021)
- Даугава к северу от Екабпилса